# Rhaphium banksi
Rhaphium banksi är en tvåvingeart som beskrevs av Van Duzee 1926. Rhaphium banksi ingår i släktet Rhaphium och familjen styltflugor.
Artens utbredningsområde är North Carolina. Inga underarter finns listade i Catalogue of Life.